# 奇诺
奇诺（義大利語：Cino），是意大利松德里奥省的一个市镇。总面积5平方公里，人口373人，人口密度74.6人/平方公里（2009年）。国家统计（ISTAT）代码为014021。